# Palojärvi (sjö i Mäntyharju, Södra Savolax)
Palojärvi är en sjö i kommunen Mäntyharju i landskapet Södra Savolax i Finland. Sjön ligger 86,4 meter över havet. Arean är 55 hektar och strandlinjen är 4,57 kilometer lång. Sjön  ingår i Vuoksens huvudavrinningsområde.   Den ligger omkring 54 kilometer söder om S:t Michel och omkring 170 kilometer nordöst om Helsingfors. 